# Arctophila superbiens
Arctophila superbiens là một loài ruồi trong họ Ruồi giả ong (Syrphidae). Loài này được Müller mô tả khoa học đầu tiên năm 1776. Arctophila superbiens phân bố ở vùng Cổ Bắc giới